# Trichoplusia rosefasciata
Trichoplusia rosefasciata är en fjärilsart som beskrevs av Robert H. Carcasson 1965. Trichoplusia rosefasciata ingår i släktet Trichoplusia och familjen nattflyn. Inga underarter finns listade i Catalogue of Life.